# Polystichum kwangtungense
Polystichum kwangtungense är en träjonväxtart som beskrevs av Ren-Chang Ching. Polystichum kwangtungense ingår i släktet Polystichum och familjen Dryopteridaceae. Inga underarter finns listade.